# Diane Meyer Simon
Diane Meyer Simon (nascida Diane Irene Meyer) é uma ativista ambiental, fundadora e líder da Global Green USA, membro do Conselho Honorário da Green Cross International (GCI) e política. Ela é a ex-esposa do bilionário imobiliário de Indiana, Herbert Simon.

## Infância e educação
Meyer era filha única, nascida em 1946, filha de pai francês e mãe franco-suíça. O seu pai trabalhou como professor, piloto da Força Aérea e médico; e a sua mãe trabalhava como professora e enfermeira. Simon obteve um BA em Psicologia na Butler University em 1968. Foi a Moscovo para participar numa conferência internacional sobre meio ambiente e encontrou-se com Mikhail Gorbachev. Após esta conferência, ela entrou para o Conselho Honorário do GCI. Simon também tornou-se a "Mulher do Ano" de Indianápolis e mudou-se para a Califórnia em 1989.

## Carreira política
Como política, trabalhou como administradora e funcionária política do senador Birch Bayh de Indiana, e como organizadora no campo ambiental. Simon agora mora em Montecito, Califórnia.

## Vida pessoal
Meyer foi casada duas vezes. O seu primeiro marido foi N. Stuart Grauel, então vice-secretário de Estado de Indiana. Em 1981, Meyer casou-se com o bilionário Herbert Simon. Eles divorciaram-se em 2000. Têm três filhos:
- Sarah Elisabeth Meyer Simon[3]
- Rachel Mariam Meyer Simon Stuart[3]
- Asher Benjamin Meyer Simon[3]